# Franciscus Smits
Franciscus Smits (Eindhoven, 1 juli 1758 - Middelbeers, 24 juli 1838) is een voormalig burgemeester van de Nederlandse stad Eindhoven.
Smits werd geboren als zoon van Joannes Bartels Smits en Joanna de Negro.
Hij was koperslager en in 1800 en 1801 burgemeester van Eindhoven.
Hij trouwde te Eindhoven op 16 februari 1783 met Joanna van Oorschot, dochter van Burgemeester Peter van Oirschot en Joanna de Leeuw, gedoopt te Eindhoven op 05 februari 1759, overleden in Eindhoven op 28 juni 1829.